# Sean Albritton
Sean Alexander Albritton Chacón (Dallas, Texas, Estados Unidos, 2 de mayo de 2007) es un futbolista costarricense que juega como delantero en las categorías inferiores del Austin F. C..

## Selección nacional

### Categorías inferiores
El 3 de febrero de 2023 fue convocado por el director técnico Erick Rodríguez para representar a la selección de Costa Rica Sub-17 en el Campeonato Sub-17 de la Concacaf de 2023. El 12 de febrero debutó en el Campeonato Sub-17 de la Concacaf de 2023 contra Guadalupe, al minuto 5 Albritton abrió el marcador, con la participación de 67 minutos en la victoria 2-1. Dos días después se mantuvo en el banco de suplencia contra Cuba por la victoria 4-0. En el tercer encuentro, Albritton se enfrentó a la selección caribeña de Jamaica, al minuto 87 realizó la anotación de la tricolor para lograr empatar el compromiso por 2-2, logrando clasificar a octavos de final como líder del grupo C. En octavos de final, Costa Rica se enfrentó contra Puerto Rico, Albritton disputó la totalidad de minutos en la derrota por tanda de penales 2-4, quedando eliminada de la competición.

#### Participaciones internacionales
| Competición                              | Sede      | Resultado        | Partidos | Goles |
| ---------------------------------------- | --------- | ---------------- | -------- | ----- |
| Campeonato Sub-17 de la Concacaf de 2023 | Guatemala | Octavos de final | 3        | 2     |

## Estadísticas

### Clubes
| Club                           | Div.          | Temporada     | Liga  | Liga  | Liga   | Copas nacionales | Copas nacionales | Copas nacionales | Copas internacionales | Copas internacionales | Copas internacionales | Total | Total | Total  |
| Club                           | Div.          | Temporada     | Part. | Goles | Asist. | Part.            | Goles            | Asist.           | Part.                 | Goles                 | Asist.                | Part. | Goles | Asist. |
| ------------------------------ | ------------- | ------------- | ----- | ----- | ------ | ---------------- | ---------------- | ---------------- | --------------------- | --------------------- | --------------------- | ----- | ----- | ------ |
| Austin F. C. II Estados Unidos |               |               |       |       |        |                  |                  |                  |                       |                       |                       |       |       |        |
| 3.ª                            | 2024          | 0             | 0     | 0     | —      | —                | —                | —                | —                     | —                     | 0                     | 0     | 0     |        |
| Total club                     | Total club    | 0             | 0     | 0     | 0      | 0                | 0                | 0                | 0                     | 0                     | 0                     | 0     | 0     |        |
| Total carrera                  | Total carrera | Total carrera | 0     | 0     | 0      | 0                | 0                | 0                | 0                     | 0                     | 0                     | 0     | 0     | 0      |
| Fuente:Transfermarkt           |               |               |       |       |        |                  |                  |                  |                       |                       |                       |       |       |        |